# Viejas Locas
Viejas Locas est un groupe argentin de rock, originaire de Buenos Aires, actif entre 1989 et 2000, puis entre 2009 et 2018.

## Histoire
L'histoire de Viejas Locas commence au Colegio Comercial no 12 de Villa Lugano, au sud de la ville de Buenos Aires, où, entre deux récréations, trois camarades de classe et amis de l'école ont eu l'idée de former un groupe pour passer le temps. Ils le baptisent Viejas Locas parce que leur chanteur était surnommé Viejas Locas. « Nous avons toujours dit que lorsque nous aurions un groupe, nous l'appellerions Viejas Locas, parce que mon surnom était finalement drôle », raconte Mauro Bonome, le premier chanteur du groupe. Ils appartiennent tous à Piedrabuena, un immeuble situé à Villa Lugano, où la plupart des jeunes passaient leurs journées entre l'école, les sorties entre amis et la découverte du monde de l'art au centre culturel Juan Carlos Castagnino.
La première période de Viejas Locas se compose de : Mauro « vieja loca » Bonome (chant), Bachi (basse) et Diego Cattoni (guitare). Avec cette formation, le groupe commence à jouer des reprises des Rolling Stones et de Pink Floyd. Cependant, il manque un batteur au groupe. Ils rencontrent Cristian « Pity » Álvarez, qui apprend à jouer de la guitare depuis six mois et cherche un groupe dans lequel jouer ; ils se rencontrent et Pity amène un ami, Gastón Mansilla, qui prend la place du batteur vide.
Après quelques mois, les trois fondateurs (Diego Cattoni d'abord, puis Mauro Bonome et Bachi) se désintéressent du projet et décident d'orienter leurs vies vers d'autres horizons. Mais Pity ne se décourage pas et fait entrer de nouveaux membres dans le groupe pour continuer ; « Pollo » (Sergio Toloza) est pris par le bassiste, Bachi, avant de quitter le groupe (parce que Cattoni est le premier à partir et le groupe se retrouve sans guitariste principal) ; et « Fachi » (Fabián Crea) est engagé par Pity en mai 1990, avec qui ils se connaissaient depuis le quartier (ils étaient voisins dans le même bloc) et avaient déjà joué ensemble (pendant environ six mois entre 1987 et 1988, ils formaient un groupe dont Gastón Mansilla était également membre). Fachi travaille avec la mère d'Abel Meyer, qui rejoint le groupe en 1992 en tant que batteuse. Sans le savoir, Pollo et Abel (sans se connaître) suivaient déjà le groupe, et ils acceptent donc cette proposition immédiatement.

## Discographie

### Albums studio
- 1995 : Viejas Locas (PolyGram)
- 1997 : Hermanos de Sangre (PolyGram)
- 1999 : Especial (PolyGram)
- 2011 : Contra la pared (PopArt Discos)

### Compilations et démos
- 1993 : Demos, rarezas y otras yerbas (Ninguna)
- 2002 : Sigue pegando (PolyGram)
- 2010 : 40 Obras Fundamentales